# توماس غريم
توماس غريم هو محامي سويسري، ولد في 3 أبريل 1959 في لوشارتز في سويسرا.